# Пропавший король
«Пропавший король» (англ. The Lost King) — художественный фильм режиссёра Стивена Фрирза по сценарию Стива Кугана и Джеффа Поупа. Главные роли в фильме исполнили Салли Хокинс, Стив Куган и Гарри Ллойд.
Премьера фильма состоялась 10 сентября 2022 года на Международном кинофестивале в Торонто.

## Сюжет
В 2012 году по совету историка-любителя Филиппы Лэнгли были найдены останки короля Ричарда III. Долгое время они считались утраченными и пролежали под автостоянкой в Лестере более 500 лет. Ранее Лэнгли встречала непонимание со стороны своих друзей и близких и скептическое отношение со стороны экспертов и учёных.

## В ролях
- Салли Хокинс — Филиппа Лэнгли[англ.]
- Стив Куган — Джон Лэнгли
- Гарри Ллойд — Ричард III
- Марк Эдди — Ричард Бакли
- Ли Инглби — Ричард Тейлор
- Джеймс Флит — Джон Эшдаун-Хилл
- Брюс Фамми — Хэмиш.

## Производство и премьера
В ноябре 2020 года стало известно, что Стивен Фрирз станет режиссёром фильма по сценарию, написанному Стивом Куганом и Джеффом Поупом. Куган также сыграет в фильме одну из главных ролей. В марте 2021 года к актёрскому составу присоединилась Салли Хокинс в роли историка-любителя Филиппы Лэнгли. Съёмки начались в апреле того же года и прошли в различных местах Эдинбурга, включая Морнингсайд и Ньютонгрейндж.
28 июля 2022 года стало известно, что мировая премьера фильма состоится на 47-м Международном кинофестивале в Торонто, а в кинотеатрах Великобритании он выйдет в прокат 7 октября 2022 года.

## Споры
Некоторые из ведущих археологов, участвовавших в этой истории, не считали, что подача фильма как «реальной истории» было правильным, и что в фильме было недооценено их участие, а финансовый вклад Лэнгли в проект был переоценён. Лэнгли утверждает, что археологи присвоили себе неоправданную заслугу в обнаружении останков Ричарда III, поскольку она возглавила поиски, собрала средства на раскопки и наняла археологов. После премьеры фильма в Великобритании Университет Лестера выпустил пресс-релиз, со следующей формулировкой:
Мы тесно сотрудничали с Филиппой Лэнгли на протяжении всего проекта, и она не была отстранена от работы в университете. Более того, она входила в состав группы интервьюеров на всех пресс-конференциях, связанных с королем.

Предположительное местонахождение останков короля было общеизвестно и до вмешательства Филиппы, однако [sic] мы признаём, что она была позитивной движущей силой решения о раскопках останков Ричарда III.

Лэнгли выступила с опровержением, назвав заявление университета «вводящим в заблуждение»:
Вопреки вводящему в заблуждение заявлению Университета, я действительно чувствовала себя в стороне (и продолжаю чувствовать себя в стороне) из-за того, что Университет ошибочно приписывает мне заслуги в руководстве поисками останков короля. Единственной пресс-конференцией, которая имела значение, была та, которая состоялась 4 февраля 2013 года и подтвердила, что останки принадлежат Ричарду III. Именно на этой конференции присутствовали мировые СМИ. Университет не пригласил меня войти в состав комиссии, которая выступала перед журналистами, и Университет ошибочно представил себя как руководителя поисков, которые я заказала и оплатила. Университет действительно пригласил меня выступить на конференции, но в качестве 13-го из 13 докладчиков, уже после того, как закончилась прямая телевизионная трансляция новостей.
Что касается общего местоположения обширного участка Грейфрайерс - где, по мнению некоторых (не всех), мог быть похоронен Ричард III - да, это было известно, но никто не знал расположения зданий и, следовательно, где могла находиться сама церковь Грейфрайерс (а значит, и тело короля) (если он не был захоронен в реке Соар, как считало большинство ведущих историков). Только благодаря моей интуиции и исследованиям был определён точный район, где следует проводить раскопки. Через несколько часов после начала раскопок останки короля были обнаружены. Если Университет (и все остальные) точно знали, где копать, почему они не сделали этого раньше?

Ричард Тейлор в выступлении на Би-би-си:
Меня изображают как издевающегося, циничного, двуличного, коварного манипулятора, что плохо, но когда к этому добавляется ещё и то, что я веду себя сексистски и высмеиваю инвалидность Ричарда III, то это уже переходит в область клеветы.

Создатели фильма ответили Тейлору следующее:
Версия событий, изложенная университетом, была тщательно задокументирована в последние 10 лет. Воспоминания Филиппы о событиях, подтверждённые исследованиями создателей фильма, совершенно иные.

В июне 2024 года верховный суд Великобритании на предварительном слушании постановил, что образ Ричарда Тейлора в кинофильме является клеветническим, тем самым дав начало полноценному судебному разбирательству. Судья Льюис пришёл к выводу, что киношники сознательно исказили факты, сознательно исказив роль университета и Тейлора в обнаружении останков короля. В то же время судья отверг аргумент Тейлора о том, что гипотетический зритель после просмотра фильма подумал бы, что он является женоненавистником или сексистом.

## Критика
На сайте Rotten Tomatoes фильм имеет рейтинг 69 % основанный на 34 отзывах, со средней оценкой 5.90/10. Консенсус критиков гласит: «Фильм довольно скучный по сравнению с замечательной реальной историей, которую он показывает, но игра Салли Хокинс спасает „Пропавшего короля“ от ощущения королевского разочарования». На Metacritic средневзвешенная оценка составляет 58 из 100 на основе 13 рецензий, что указывает на «смешанные или средние отзывы».
Игра Салли Хокинс была встречена критиками с одобрением. В рецензии The Evening Standard пишет: «Салли Хокинс достойна Оскара». Аналогично, Heat и iNews дали фильму четыре звезды из пяти, причём последний пишет: «Куган великолепен». Питер Брэдшоу из The Guardian дал фильму две звезды из пяти, отметив «неровный» характер сценария и то, что сцены с Ричардом III «делают фильм странным и неспокойным», в то время как эти сцены были высоко оценены в рецензии Мэтью Макмиллана для The Upcoming за то, что они придают фильму «необычный шарм», описывая фильм как «удовольствие […] возглавляемое игрой Хокинс и направляемое умелой режиссурой Фрирза».Марк Кермод из газеты The Observer дал фильму три звезды из пяти.